# Ciwan Haco
Ciwan Haco (en kurde : جوان حاجۆ et en arabe : جوان حاجو), né le 17 août 1957 à Tirbespiyê, près de Qamishlo en Syrie, est un chanteur kurde.

## Biographie
Son grand-père est originaire de Mardin en Turquie.
Sa famille a quitté la région de Mardin à la suite de la répression de la rébellion de Cheikh Saïd en 1925.
Son père, issu de la noblesse et propriétaire d'un château, a particulièrement insisté sur son éducation. Au départ, il désapprouvait sa passion pour la musique. Seules les classes défavorisées faisaient de la musique à cette époque.  En dépit de l'interdiction de son père, Ciwan Haco continua à se passionner pour la musique et décida d'en faire son métier. À l'âge de 14 ans, il crée ses premières compositions. Il a donné son premier concert avec une large audience à 17 ans.
Après avoir terminé ses études universitaires, il est allé en Allemagne pour poursuivre sa formation.
Il a étudié la musique à l'université de Bochum pendant trois années.
Il réside actuellement à Gävle en Suède.
Ciwan Haco est un des premiers chanteurs kurdes à mélanger la musique folk kurde avec la musique occidentale pop comme le rock, le blues et le jazz.
Il a publié 14 albums et un live en DVD et en CD de son fameux concert « Batman » de 2003 avec plus de 200 000 spectateurs[réf. nécessaire].
Ciwan Haco est célèbre pour son écriture qui est volontairement simple. Un de ses thèmes favoris est l'amour avec des variations autour de ce sujet. La chanson la plus emblématique de son dernier album Off (2006) est le titre  « Li hêviya te » (Waiting for you) qui est en langue française (chantée  par une choriste) et en Kurmandji.
Au même titre que de célèbres musiciens kurdes comme Şivan Perwer, Haco chante sur des poèmes d'auteurs kurdes célèbres comme Cegerxwîn ou Qedrîcan. Il a aussi enregistré un des romans de Mehmed Uzun intitulé Destana Egîdekî.
Il a joué dans le film Dol ou la Vallée des tambours du réalisateur kurde Hiner Saleem.
Très populaire auprès de la diaspora kurde comme auprès des Kurdes dans le Moyen-Orient, Ciwan Haco a donné des concerts dans toute l'Europe.
Il a notamment inspiré l'artiste Bachar Mar-Khalifé qui a repris son titre Xerîbî qui traite  de la douleur de l’exil et de l’espoir d’un pays sur l'album Who’s gonna get the ball from behind the wall of the garden today? paru en 2013. Bachar Mar-Khalifé a remplacé le Kurdistan par Utopia, « son pays » comme le précise le musicien libanais.

## Albums
- Emîna Emîna (1970)
- Pêşmerge (1979)
- Diyarbekîr (1981)
- Gûla Sor (1983)
- Leyla (1985)
- Girtîyên Azadîyê (1987)
- Çaw Bella (1989)
- Sî û Sê Gule (1991)
- Dûrî (1994)
- Bilûra Min (1997)
- Destana Egîdekî (1998)
- Derya (2003)
- Konsera Batmanê (2003) (VCD & DVD)
- Na Na (2004)
- Off (2006)
- Veger (2012)

## Famille
Les parents de Ciwan avaient 12 enfants :
Ajamê (décédée a l'âge de 6 ans) Fille
Dillberê (a écrit beaucoup de textes pour Ciwan) Fille
Ajamê (vie en Suède) Fille
Nayîf  (a rejoint les troupes du PKK et décédé) Garçon 
Nûredîn (vie en Norvège) Garçon 
Ismahan (vie en Syrie) Fille
Ciwan (vie en Suède)
Xafshê (vie en Suède) Fille
Zînê (vie en Suède) Fille
Perwin (vie en Suède) Fille
Le père de Ciwan (Ibrahim) avait une autre femme avant Sihadet : ils avaient deux enfants :
Bahîya (vie en Suède) Fille
Gulhat (vie en Allemagne) Fille
Les parents de Ciwan, (Sihadet et Ibrahim) ont déménagé en Suède en 2004. En Syrie, il est difficile d'obtenir de l'aide pour les personnes âgées, ils ont décidé de vivre en Suède, là où la plupart de leurs enfants vivent actuellement.
Ciwan vie a Gävle, en Suède. Avec une femme Islandaise et ont deux enfants: Lorin et Rosa